# Campeonato Europeo de Tiro de 2009
El XXXII Campeonato Europeo de Tiro se celebró en Osijek (Croacia) entre el 12 y el 26 de julio de 2009 bajo la organización de la Confederación Europea de Tiro (ESC) y la Federación Croata de Tiro Deportivo.
Las competiciones se realizaron en el Campo de Tiro Pampas de la localidad croata. 

## Resultados

### Masculino
| Evento                                 | Oro                                     | Plata                                 | Bronce                               |
| -------------------------------------- | --------------------------------------- | ------------------------------------- | ------------------------------------ |
| Rifle 3 posiciones 300 m (25.07)       | Péter Sidi · Hungría · 1184 pts. RM     | Marcel Bürge · Suiza · 1175 pts.      | Josselin Henry Francia 1173 pts.     |
| Rifle 3 posiciones 300 m (equipos)     | Suiza · 3512                            | Noruega · 3496                        | Francia 3487                         |
| Rifle en pos. tendida 300 m (21.07)    | Richard Dietzsch · Alemania · 598       | Odd Arne Brekne · Noruega · 597       | Stefan Ahlesved · Suecia · 597       |
| Rifle en pos. tendida 300 m (equipos)  | República Checa ·                       | Francia                               | Suecia ·                             |
| Rifle estándar 300 m (23.07)           | Vebjørn Berg · Noruega · 586            | Robert Markoja Eslovenia 583          | Rajmond Debevec Eslovenia 583        |
| Rifle estándar 300 m (equipos)         | Francia 1735                            | Noruega · 1732                        | Austria · 1727                       |
| Rifle 3 posiciones 50 m (19.07)        | Péter Sidi · Hungría · 1269,7           | Thomas Farnik · Austria · 1268,1      | Julian Justus · Alemania · 1264,5    |
| Rifle 3 posiciones 50 m (equipos)      | Eslovenia 3490                          | Austria · 3489                        | Serbia 3479                          |
| Rifle en pos. tendida 50 m (17.07)     | Christian Planer · Austria · 702,0      | Mario Knögler · Austria · 700,9       | Valerian Sauveplane Francia 700,4    |
| Rifle en pos. tendida 50 m (equipos)   | Serbia 1781                             | Dinamarca 1781                        | Francia 1779                         |
| Pistola 50 m (18.07)                   | João Costa Portugal 656,7               | Hans-Jörg Meyer · Alemania · 653,8    | Norair Bajtamián Armenia 651,5       |
| Pistola 50 m (equipos)                 | Rusia · 1668                            | Italia · 1655                         | Portugal 1649                        |
| Pistola rápida de fuego 25 m (22.07)   | Jorge Llames · España · 786,7           | Mijaíl Nestruyev · Rusia · 785,4      | Riccardo Mazzetti · Italia · 780,7   |
| Pistola rápida de fuego 25 m (equipos) | República Checa · 1736                  | Rusia · 1736                          | Ucrania · 1734                       |
| Pistola de fuego 25 m (25.07)          | Alexéi Klimov · Rusia · 594 RM          | Franck Dumoulin Francia 586           | João Costa Portugal 585              |
| Pistola de fuego 25 m (equipos)        | Rusia · 1749                            | Turquía 1745                          | Francia 1734                         |
| Pistola estándar 25 m (24.07)          | Denis Kulakov · Rusia · 577             | Leonid Ekimov · Rusia · 575           | Thibaut Sauvage Francia 570          |
| Pistola estándar 25 m (equipos)        | Rusia · 1719                            | Francia 1693                          | Ucrania · 1689                       |
| Blanco móvil 50 m (14.07)              | Miroslav Januš · República Checa · 590  | Niklas Bergström · Suecia · 589+20    | Dmitri Romanov · Rusia · 589+19      |
| Blanco móvil 50 m (equipos)            | Rusia · 1759                            | Suecia · 1751                         | República Checa · 1750               |
| Blanco móvil mixto 50 m (16.07)        | Vladyslav Prianishnikov · Ucrania · 396 | Krister Holmberg · Finlandia · 394    | Tamás Tasi · Hungría · 392           |
| Blanco móvil mixto 50 m (equipos)      | República Checa · 1167                  | Ucrania · 1163                        | Rusia · 1156                         |
| Foso (20.07)                           | Giovanni Pellielo · Italia · 144        | Andreas Scherhaufer · Austria · 142+1 | Mário Filipovič · Eslovaquia · 142+0 |
| Foso (equipos)                         | Italia · 355                            | Croacia · 354                         | Eslovenia 351                        |
| Doble foso (15.07)                     | Francesco D'Aniello · Italia · 192      | Håkan Dahlby · Suecia · 190+14        | Roland Gerebics · Hungría · 190+13   |
| Doble foso (equipos)                   | Italia · 422                            | Rusia · 417                           | Alemania · 410                       |
| Skeet (25.07)                          | Tore Brovold · Noruega · 150            | Ennio Falco · Italia · 147+2          | Jan Sychra · República Checa · 147+1 |
| Skeet (equipos)                        | República Checa · 361                   | Noruega · 360                         | Italia · 358                         |

### Femenino
| Evento                                | Oro                                 | Plata                                     | Bronce                                 |
| ------------------------------------- | ----------------------------------- | ----------------------------------------- | -------------------------------------- |
| Rifle 3 posiciones 300 m (22.07)      | Charlotte Jakobsen Dinamarca 584    | May Elisabeth Nordahl · Noruega · 577     | Berit Olsson · Suecia · 574            |
| Rifle 3 posiciones 300 m (equipos)    | Suiza · 1719                        | Noruega · 1708                            | —                                      |
| Rifle en pos. tendida 300 m (21.07)   | Charlotte Jakobsen Dinamarca 599 RM | Marie Enqvist · Suecia · 596              | Harriet Holzberger · Alemania · 595    |
| Rifle en pos. tendida 300 m (equipos) | Suiza · 1777                        | Alemania · 1772                           | Francia 1769                           |
| Rifle 3 posiciones 50 m (17.07)       | Tatiana Goldobina · Rusia · 684,7   | Barbara Lechner · Alemania · 684,2        | Sonja Pfeilschifter · Alemania · 680,7 |
| Rifle 3 posiciones 50 m (equipos)     | Alemania · 1747                     | Rusia · 1733                              | Ucrania · 1732                         |
| Rifle en pos. tendida 50 m (15.07)    | Marie Enqvist · Suecia · 593        | Hanna Etula · Finlandia · 593             | Viktoria Ivancheva Bulgaria 593        |
| Rifle en pos. tendida 50 m (equipos)  | Reino Unido 1774                    | Finlandia · 1773                          | Alemania · 1771                        |
| Pistola 25 m (19.07)                  | Maria Grozdeva Bulgaria 791,0       | Lenka Marušková · República Checa · 786,7 | Sławomira Szpek · Polonia · 783,4      |
| Pistola 25 m (equipos)                | Bielorrusia · 1730                  | Alemania · 1729                           | Francia 1728                           |
| Foso (17.07)                          | Jessica Rossi · Italia · 90         | Daina Gudzinevičiūtė · Lituania · 88+2    | Stéphanie Neau Francia 88+1            |
| Foso (equipos)                        | Italia · 207                        | San Marino 197                            | Alemania · 191                         |
| Skeet (22.07)                         | Nathalie Larsson · Suecia · 92+4    | Katiuscia Spada · Italia · 92+3           | Christine Brinker · Alemania · 90      |
| Skeet (equipos)                       | Rusia · 200                         | Italia · 192                              | Chipre 192                             |

## Medallero
| Núm. | País            | Oro | Plata | Bronce | Total |
| ---- | --------------- | --- | ----- | ------ | ----- |
| 1    | Rusia           | 8   | 5     | 2      | 15    |
| 2    | Italia          | 6   | 4     | 2      | 12    |
| 3    | República Checa | 5   | 1     | 2      | 8     |
| 4    | Suiza           | 3   | 1     | 0      | 4     |
| 5    | Noruega         | 2   | 6     | 0      | 8     |
| 6    | Alemania        | 2   | 4     | 7      | 13    |
| 7    | Suecia          | 2   | 4     | 3      | 9     |
| 8    | Dinamarca       | 2   | 1     | 0      | 3     |
| 9    | Hungría         | 2   | 0     | 2      | 4     |
| 10   | Austria         | 1   | 4     | 1      | 6     |
| 11   | Francia         | 1   | 3     | 9      | 13    |
| 12   | Ucrania         | 1   | 1     | 3      | 5     |
| 13   | Eslovenia       | 1   | 1     | 2      | 4     |
| 14   | Portugal        | 1   | 0     | 2      | 3     |
| 15   | Bulgaria        | 1   | 0     | 1      | 2     |
|      | Serbia          | 1   | 0     | 1      | 2     |
| 17   | Bielorrusia     | 1   | 0     | 0      | 1     |
|      | España          | 1   | 0     | 0      | 1     |
|      | Reino Unido     | 1   | 0     | 0      | 1     |
| 20   | Finlandia       | 0   | 3     | 0      | 3     |
| 21   | Croacia         | 0   | 1     | 0      | 1     |
|      | Lituania        | 0   | 1     | 0      | 1     |
|      | San Marino      | 0   | 1     | 0      | 1     |
|      | Turquía         | 0   | 1     | 0      | 1     |
| 25   | Armenia         | 0   | 0     | 1      | 1     |
|      | Chipre          | 0   | 0     | 1      | 1     |
|      | Eslovaquia      | 0   | 0     | 1      | 1     |
|      | Polonia         | 0   | 0     | 1      | 1     |
|      | TOTAL           | 42  | 42    | 41     | 125   |